# Берар, Жюльен
Жюльен Берар (фр. Julien Bérard; род. 27 июля 1987, Париж, Франция) — французский профессиональный шоссейный велогонщик, выступавший до 2017 года за команду AG2R Citroën.

## Достижения
2008
- 1-й на Tour de la Creuse - ГК
- 1-й на этапе 2 Tour du Gévaudan Languedoc-Roussillon
- 2-й на Tour des Pays de Savoie - ГК

2009
- 1-й на Гран-при Сент-Этьен Луара
- 1-й на этапе 1 Тура де л'Авенир
- 3-й на Mi-Août en Bretagne - ГК
- 3-й на Tour du Perigord - A Travers les Bastides
- 10-й на Ronde de l'Isard - ГК
  - 1-й на этапе 4
- 10-й на Boucles du Sud Ardèche

2010
- 6-й на Туре Габона - ГК
- 8-й на Polynormande

2011
- 3-й на Туре дю Ду
- 4-й на Чемпионате Франции в групповой гонке

2012
- 8-й на Route Adélie

2013
- 10-й на Route Adélie

2014
- 4-й на Classic Loire Atlantique
- 10-й на Рут-дю-Сюд - ГК
- 10-й на Route Adélie

| ГК | Генеральная классификация |

## Статистика выступлений наГранд Турах
| Гранд Тур | 2011 | 2012 | 2013 | 2014 | 2015 | 2016 | 2017 |
| --------- | ---- | ---- | ---- | ---- | ---- | ---- | ---- |
| Джиро     | 123  | 110  | сход | 70   | 105  | -    | 131  |
| Тур       | -    | -    | -    | -    | -    | -    | -    |
| Вуэльта   | -    | -    | 94   | -    | -    | -    |      |